# 乔治·罗尔斯顿
乔治·罗尔斯顿（1829年7月30日—1881年7月16日）是一位英格兰医生和动物学家，1860–1881年间任牛津大学的首任林纳克动物学教授，也是进化生物学家托马斯·亨利·赫胥黎的好友。